# Pedicularis balkharica
Pedicularis balkharica är en snyltrotsväxtart som beskrevs av E. Busch. Pedicularis balkharica ingår i släktet spiror, och familjen snyltrotsväxter. Inga underarter finns listade i Catalogue of Life.